# فقط به خاطر تو
فقط به خاطر تو سریالی ایرانی به کارگردانی اکبر منصور فلاح و محصول سال ۱۳۸۲ است. این سریال برای اولین بار در رمضان سال ۱۳۸۲ از شبکه ۳ پخش شد.

## داستان
فقط به خاطر تو، روایتگر داستانی عجیب است: مراسم عروسی زری و محمود به هم می‌خورد. محمود به خاطر کشیدن چک بی محل به زندان می‌افتد. زری تلاش خود را برای آزاد کردن همسرش آغاز می‌کند و در این راه ناخواسته با تعدادی از زن‌های خودسرپرست آشنا می‌شود. اتفاقی که باعث تحول تدریجی زری و تغییر دیدگاه او نسبت به زندگی، عشق و ازدواج می‌شود.

## موسیقی
محمدمهدی گورنگی، سازنده موسیقی این سریال به روزنامه جام جم گفت: چون خود اثر جنبه طنز دارد در موسیقی ای هم که برای آن نوشتیم سعی کردیم جنبه‌های طنز آن رعایت شود و از آنجا که این سریال در ماه رمضان پخش خواهد شد، خواستیم در موسیقی تیتراژ هم ارتباط با موضوع ماه رمضان، وجود داشته باشد. گورنگی تصریح کرد: در موسیقی این سریال ارکستر زهی، ویلن سولو، فلوت با موسیقی الکترونیک ترکیب شده‌اند و در ملودی تیتراژ سعی کردیم علاوه بر نو و جدید بودن موسیقی، به نوعی با حال و هوای موسیقی سنتی ایران نیز نزدیک باشد. خواننده تیتراژ ابتدایی این سریال مسعود خادم و خواننده تیتراژ انتهای سریال قاسم افشار می‌باشد. ترانه‌سرای سریال افشین یداللهی است.

## نظر شراره رخام
شراره رخام بازیگر سینما و تلویزیون در خصوص حضورش در مجموعه تلویزیونی «فقط به خاطر تو» ویژه ماه رمضان به خبرنگار حوزه تلویزیون باشگاه خبرنگاران گفت: مجموعه تلویزیونی «فقط به خاطر تو» به کارگردانی اکبر منصور فلاح یک سریال خوب و جذاب بود.
وی افزود: در سال ۸۲ سریال «فقط به خاطر تو» اولین سریال طنزی بود که به صورت روتین در ماه مبارک رمضان به روی آنتن رفت.
رخام اظهار داشت: تولید و پخش این سریال یک نوع بدعت‌گذاری در تولید فیلم‌های طنز در این ماه بود و این تازگی منجر به جذب مخاطبان بسیاری در آن سال شد.
وی گفت: چون انسان موجودی عادت پذیر است فیلمسازان به راحتی و با کمترین جذابیت می‌توانند مخاطبان را برای دیدن آثارشان ترغیب کنند.
رخام تصریح کرد: چون بخشی از فیلم‌برداری این سریال در ماه مبارک رمضان بود بازیگران و عوامل می‌توانستند از بازخورد فیلم در بین مردم مطلع شوند و همان بازخوردهای خوب نسبت به فیلم، باعث انرژی بخشی هر چه بیشتر به بازیگران و تحمل سختی‌های کار می‌شد.
رخام خاطرنشان کرد: بازی در سریال‌های مناسبتی یک موقعیت و شانس بسیار عالی برای بازیگران است به خصوص اگر فیلم جزء پرمخاطب‌ترین فیلم‌های پخش شده در ایام ماه مبارک رمضان از تلویزیون باشد.